# Olympische Jugend-Sommerspiele 2014/Teilnehmer (Brunei)
| Gelbes Symbol für Goldmedaillen mit stilisierten Olympischen Ringen | Graues Symbol für Silbermedaillen mit stilisierten Olympischen Ringen | Braundes Symbol für Bronzemedaillen mit stilisierten Olympischen Ringen |
| ------------------------------------------------------------------- | --------------------------------------------------------------------- | ----------------------------------------------------------------------- |
| —                                                                   | —                                                                     | —                                                                       |

Die Jugend-Olympiamannschaft aus Brunei für die II. Olympischen Jugend-Sommerspiele vom 16. bis 28. August 2014 in Nanjing (Volksrepublik China) bestand aus drei Athleten.

## Athleten nach Sportarten

### Fechten
Jungen
- Muhammad Asahrin
Säbel Einzel: 14. Platz

### Leichtathletik
| Mädchen - Hannah May Jamal Hasim 400 m: 20. Platz 8 × 100 m Mixed: 31. Platz | Jungen - Mas Wafiyy Sharani 200 m: 18. Platz 8 × 100 m Mixed: 59. Platz |